# Harri J. Rantala
Harri J. Rantala (Nurmo, 2 ottobre 1980) è un regista e produttore cinematografico finlandese.

## Filmografia

### Regista
- Kaukopartio - Long Range Patrol (2013)
- Kotiinpaluu - Return (2010)
- Nurmoo – Shout from the plain (2009)
- Daughters of Snow (2007)
- M. A. Numminen: Sedena con la mia donna nel parco del parlamento (2006)
- Mutalan raitilla - The Road of Mutala (2005)
- The Sacrifice (2004)